# Ludwigia
Ludwigia is een geslacht van ongeveer 85 soorten uit de teunisbloemfamilie (Onagraceae).
Het geslacht kent in België en Nederland maar één oorspronkelijke vertegenwoordiger, het waterlepeltje (Ludwigia palustris), en de exoot waterteunisbloem (Ludwigia grandiflora).
De soorten zijn waardplant voor de larven van onder meer Theretra oldenlandiae en Theretra silhetensis.